# Chuyến bay 8501 của Indonesia AirAsia
Chuyến bay 8501 của Indonesia AirAsia (QZ8501/AWQ8501) là một chuyến bay bằng máy bay Airbus A320-216 của Indonesia AirAsia mất tích trên đường từ Surabaya, Indonesia đến Singapore vào ngày 28 tháng 12 năm 2014 cùng với bảy thành viên phi hành đoàn và 155 hành khách.

## Mất tích
Chuyến bay cất cánh từ sân bay quốc tế Juanda lúc 05:35 giờ địa phương (UTC+7) và dự kiến hạ cánh lúc 08:30 SGT (UTC+8) tại sân bay quốc tế Singapore Changi. Trong lần liên lạc cuối, phi công xin tăng độ cao từ 32.000 feet lên 38.000 feet (hơn 11.500 m) để tránh mây.
Chiếc máy bay mất liên lạc với kiểm soát không lưu tại 07:24 giờ địa phương khi đang bay trên biển Java giữa Kalimantan và Java, thuộc khu vực kiểm soát không lưu của Indonesia, ở độ cao và tốc độ bình thường. Một phân tích khí tượng tiết lộ rằng chiếc máy bay đã vượt qua một cụm bão trong ít phút trước khi nó biến mất.
Bộ Giao thông vận tải Indonesia báo cáo rằng không có tín hiệu báo nguy được gửi từ chiếc máy bay mất tích.

### Khung thời gian chi tiết của vụ mất tích
| Tổng giời gian trôi qua (HH:MM) | Thời gian (Theo múi giờ | Thời gian (Theo múi giờ | Thời gian (Theo múi giờ | Sự kiện |
| Tổng giời gian trôi qua (HH:MM) | UTC                     | WIB UTC+7               | SST UTC+8               | Sự kiện |
| ------------------------------- | ----------------------- | ----------------------- | ----------------------- | --- |
| 00:00                           | 27 tháng 12             | 28 tháng 12             | 28 tháng 12             | Cất cánh từ Sân bay quốc tế Juanda. Thời gian hạ cánh dự kiến 05:20. |
| 00:00                           | 22:35                   | 05:35                   | 06:35                   | Cất cánh từ Sân bay quốc tế Juanda. Thời gian hạ cánh dự kiến 05:20. |
| 00:37                           | 23:12                   | 06:12                   | 07:12                   | Phi công yêu cầu Trung tâm điều khiển bay thay đổi hành trình và nâng độ cao từ 32000 ft lên 38000 ft để tránh thời tiết xấu. Đều hành bay tại Jakarta cho phép thay đổi, nhưng từ chối yêu cầu nâng độ cao vì lý do trùng đường bay. |
| 00:42                           | 23:17                   | 06:17                   | 07:17                   | Mất tín hiệu radar theo AirNav Indonesia. AirAsia báo mất tín hiệu lúc 06:24. |
| 00:43                           | 23:18                   | 06:18                   | 07:18                   | Mất tín hiệu ADS-B transponder, vị trí cuối cùng là 3°22′15″N 109°41′28″Đ / 3,3708°N 109,6911°Đ, theo Bộ Giao thông Indonesia. |
| —                               | 28 tháng 12             | 07:30                   | 08:30                   | Không có mặt tại Sân bay quốc tế Singapore Changi. |
| —                               | 00:30                   | 07:30                   | 08:30                   | Không có mặt tại Sân bay quốc tế Singapore Changi. |
| 04:47                           | 03:22                   | 10:22                   | 11:22                   | Cơ quan Tìm kiếm và Cứu nạn Quốc gia Indonesia (BASARNAS) triển khai tìm kiếm và cứu nạn. |
| 04:55                           | 03:30                   | 10:30                   | 11:30                   | Cơ quan Hàng không Dân dụng Singapore (CAAS) và Trung tâm Quản lý Khủng hoảng của Nhóm Sân bay Changi (CAG) được cho là đã làm việc với nhóm quản lý khủng hoảng của hãng hàng không.                                                 |
| 05:06                           | 03:41                   | 10:41                   | 11:41                   | AirAsia đã thông báo trên Facebook và Twitter (sáu phút sau) rằng chuyến bay AirAsia QZ8501 từ Surabaya đến Singapore mất liên lạc với trạm kiểm soát không lưu.                                                                      |

## Máy bay
Chiếc máy bay gặp tai nạn là máy bay Airbus A320-200 với số serial 3648 và mã đăng ký PK-AXC. Nó bay lần đầu tiên vào ngày 25 tháng 9 năm 2008, và được giao cho AirAsia vào ngày 15 tháng 10 năm 2008. Chiếc máy bay đã có khoảng 23.000 giờ bay với 13.600 chuyến bay. Nó được bảo trì lần cuối theo đúng kế hoạch vào ngày 16/11/2014. Máy bay được trang bị hai động cơ CFM International CFM56-5B6 và được cấu hình để chở tối đa 180 hành khách.

## Hành khách
AirAsia công bố quốc tịch của các 162 hành khách và phi hành đoàn gồm 144 người lớn, 17 trẻ em và một trẻ sơ sinh. Các phi hành đoàn gồm bốn tiếp viên hàng không. Ngoài ra, AirAsia có một kỹ sư như là một phần phi hành đoàn trên máy bay.
| Quốc tịch | Số lượng |
| --------- | -------- |
| Indonesia | 155      |
| Hàn Quốc  | 3        |
| Pháp      | 1        |
| Malaysia  | 1        |
| Singapore | 1        |
| Anh       | 1        |
| Tổng      | 162      |

## Phi hành đoàn
Các phi công trên chiếc máy bay
- Cơ trưởng Iriyanto, quốc tịch Indonesia, đã có tổng cộng 20.537 giờ bay, trong đó 6.100 giờ bay với AirAsia Indonesia cùng Airbus A320.
- Cơ phó Rémi Emmanuel Plesel, quốc tịch Pháp, đã có tổng cộng 2.275 giờ bay với AirAsia Indonesia.[22]

## Tìm kiếm và cứu trợ
Ngay sau vụ việc, báo cáo đầu tiên chưa được xác nhận gợi ý rằng máy bay đã bị rơi ngoài khơi đảo Belitung ở Indonesia.
Ngay sau khi máy bay được xác nhận là mất tích, Trung tâm tìm kiếm Quốc gia Indonesia và Cơ quan cứu hộ triển khai bảy tàu và hai máy bay trực thăng để tìm kiếm ngoài khơi đảo Belitung và Kalimantan. Hải quân và các đơn vị Cảnh sát Hàng không và đường thủy Indonesia gửi các đội tìm kiếm và cứu hộ. Ngoài ra, một máy bay Boeing 737 trinh sát của Hàng không Indonesia đã được phái đến vị trí cuối cùng của máy bay trước khi mất liên lạc.
Hải quân Indonesia đã xác nhận rằng họ đã cử bốn tàu vào cuối ngày tìm kiếm đầu tiên, tham gia các nỗ lực tìm kiếm ban đầu. Các máy bay khác của Không quân Indonesia, trong số đó có một CASA / IPTN CN-235, cũng đã tham gia tìm kiếm. Quân đội Indonesia triển khai bộ binh để tìm kiếm ở các bờ biển và vùng núi của các hòn đảo lân cận.
Ngoài các tàu của chính phủ, các ngư dân địa phương cũng tham gia vào việc tìm kiếm.
Các hoạt động tìm kiếm và cứu hộ đã được tiến hành dưới sự chỉ đạo của Cơ quan Hàng không dân dụng Indonesia. Việc tìm kiếm đã bị đình chỉ tại 19:45 giờ địa phương ngày 28 tháng 12 do bóng tối và thời tiết xấu, để được tiếp tục trong ánh sáng ban ngày. Một trung tâm hoạt động phối hợp các nỗ lực tìm kiếm được thành lập tại Pangkal Pinang. Các khu vực tìm kiếm là một bán kính 270 hải lý gần đảo Belitung.
Trung tâm Phối hợp cứu trợ Singapore (RCC), do Cơ quan Hàng không dân dụng Singapore (CAAS) quản lý và được hỗ trợ của các cơ quan khác nhau, bao gồm Quân lực Cộng hòa Singapore (RSAF), cũng đã bước đầu triển khai một máy bay C-130 Hercules để hỗ trợ trong việc tìm kiếm và hoạt động cứu hộ. Một viên chức từ Singapore sẽ được triển khai đến Jakarta để phối hợp với chính quyền Indonesia trong hoạt động tìm kiếm, và thêm hai máy bay C-130 Hercules sẽ được triển khai cho các ngày thứ hai của hoạt động tìm kiếm và cứu hộ.
Chính phủ Malaysia cũng đã thành lập một trung tâm điều phối cứu hộ tại Subang và đã triển khai ba tàu quân sự và ba máy bay, trong đó có một máy bay C-130 Hercules, để hỗ trợ các hoạt động tìm kiếm và cứu hộ.
Úc đã triển khai một Orion P-3 để hỗ trợ trong các hoạt động tìm kiếm và cứu hộ.
Ấn Độ đã đưa ba tàu và máy bay giám sát hàng hải vào chế độ trực chiến để hỗ trợ các hoạt động tìm kiếm. Hải quân Ấn Độ cho biết một tàu trong vịnh Bengal và hai tàu ở biển Andaman đã được chuẩn bị sẵn sàng để cung cấp hỗ trợ. Ngoài ra có một máy bay Boeing P-8I cũng đã được đưa vào trạng thái sẵn sàng.
Ngày 29 tháng 12 năm 2014, Giám đốc Cơ quan Tìm kiếm Quốc gia và Cứu trợ Indonesia Bambang Soelistyo nói rằng nhà chức trách tin rằng chiếc máy bay phản lực AirAsia bị mất tích có khả năng đang ở đáy biển, dựa trên dữ liệu liên lạc cuối cùng của máy bay từ radar.
Ngày 30 tháng 12 năm 2014, các đồ vật giống như một cánh cửa máy bay và một máng trượt khẩn cấp được cho là đã được phát hiện 10 km từ nơi chiếc máy bay cuối cùng liên lạc với ATC.. Bộ Giao thông vận tải Indonesia sau đó xác nhận rằng các mảnh màu đỏ được tìm thấy trong eo biển Karimata là một khung máy bay. Tất cả các mảnh vỡ đều đã được thu thập và chuyển về thị trấn Pangkalanbun. Trưởng cứu hộ Indonesia cho biết trên Kompas TV rằng 95% mảnh vỡ được tìm thấy là của máy bay QZ8501".
Các thi thể, bị nghi ngờ là hành khách, đã được tìm thấy trong các vùng biển của Vịnh Kumai, gần Pangkalan Bun. Người phát ngôn hải quân Manahan Simorangkir Hải quân Indonesia khẳng định đã tìm thấy được 40 xác chết. Tuy nhiên, sau đó Ông Manahan Simorangkir trả lời với AFP rằng đó chỉ là thông tin sự sai lệch. Nguyên nhân của sự sai lệch này là do việc trao đổi thông tin giữa các sĩ quan hải quân có sự nhầm lẫn.
Tính đến chiều 31 tháng 12, đã có 7 thi thể nạn nhân được tìm thấy, trong đó có 4 nam và 3 nữ (1 trong số 3 phụ nữ mặc trang phục của tiếp viên hàng không). Các thi thể này chưa thể chuyển lên bờ vì thời tiết xấu.

## Phản ứng
Indonesia AirAsia, sau khi máy bay mất tích, thay đổi trang web và các phương tiện truyền thông xã hội của mình sang màu xám, giả định để tang cho những cái chết của các hành khách. Điều này cũng đã được áp dụng cho tất cả các chi nhánh AirAsia và trang Facebook của sân bay Changi. Một trung tâm tư vấn khẩn cấp cũng đã được hãng hàng không thành lập cho gia đình hoặc bạn bè của những người có thể đã có mặt trên chiếc máy bay.
Một trung tâm thông tin khẩn cấp đã được thiết lập tại sân bay quốc tế Juanda, cung cấp thông tin cập nhật hàng giờ và chỗ ở cho những người thân của hành khách. Các trung tâm nhỏ hơn cũng được lập ra ở sân bay Soekarno-Hatta International và Sân bay Quốc tế Sultan Hasanuddin.
Thủ tướng Singapore Lý Hiển Long bày tỏ lời chia buồn của mình về sự mất tích chuyến bay AirAsia thông qua Twitter: "Buồn khi nghe tin mất tích chuyến bay # QZ8501. Xin chia sẻ với các hành khách và gia đình của họ - LHL..." Thủ tướng Lý Hiển Long cũng đã gọi cho Tổng thống Joko Widodo và đề nghị giúp đỡ trong việc tìm kiếm như đã nêu trong tweet khác.
Thủ tướng Malaysia Najib Razak cũng đã thông báo qua Twitter: "...Rất buồn khi nghe tin QZ8501 AirAsia Indonesia. Xin được chia sẻ với các gia đình. Malaysia sẵn sàng giúp đỡ"
Bộ trưởng Ngoại giao Hoa Kỳ John Kerry nói trên Twitter, "Từ trái tim chúng tôi chia sẻ với các hành khách và gia đình của AirAsia QZ8501."
Thủ tướng Úc Tony Abbott đã liên hệ với Tổng thống Indonesia Widodo hỗ trợ cung cấp trong việc tìm kiếm chiếc máy bay. Văn phòng của ông ra tuyên bố nói rằng "Australia sẽ làm bất cứ điều gì mà chúng ta có thể để hỗ trợ" và rằng họ đã đặt một chiếc máy bay P-3 Orion ở chế độ chờ để giúp hỗ trợ trong việc tìm kiếm.
Ngày 28 tháng 12 năm 2014, Giáo hoàng Francis nói trong một lời cầu nguyện: tâm tư của ông đang nghĩ về những người trên chiếc máy bay.

## Kênh truyền hình
Vụ tai nạn đã được truyền cảm hứng vào mùa thứ 16 của Mayday (Air Crash Investigation) có tên "Deadly Solution" (tạm dịch: Giải pháp chết chóc), được phát sóng hơn 2 năm sau vụ tai nạn vào ngày 6 tháng 2 năm 2017.